# 폴란드의 킨가
성녀 킨가(폴란드어: Kinga, 헝가리어: Kinga 킨거[*], 1224년 3월 5일 - 1292년 7월 23일) 또는 성녀 쿠네군다는 폴란드 가톨릭교회의 성인이다. 축일은 7월 23일이다.
헝가리의 벨러 4세와 마리아 라스카리나 사이에서 태어났으며, 헝가리의 에르제베트 성녀와 성녀 헤드비지스의 조카딸에 해당한다. 킨가의 자매로는 헝가리의 마르가리타 성녀와 폴란드의 욜렌타가 있다.
킨가는 마음이 내키지 않았지만, 공작 볼레스와프 5세와 정략 결혼을 하였다. 나중에 그녀의 남편이 크라쿠프 대공의 지위에 오르자 아내인 그녀도 덩달아 크라쿠프 대공비로 지위가 격상되었다. 비록 결혼한 부부였지만, 두 사람 모두 합방하지 않고 동정을 지킨다는 서약을 하였다.
대공비로 있는 동안 킨가는 궁중의상 아래에 허름한 옷을 입고 엄격한 생활을 하였고, 가난한 이들을 찾아가 도와주고 나병환자들을 치료하는 일에 동참하는 등 자선활동에 열심히 참여하였다. 1279년 남편 볼레스와프 대공이 사망하자, 킨가는 자신의 모든 재산을 가난한 사람들에게 전부 나누어 주었다. 귀족들이 킨가를 찾아가 죽은 남편을 대신해 나라를 다스려 달라고 요청하였지만, 킨가는 이를 거절하고 글라라회 소속 수녀원에 들어갔다. 킨가는 자신의 여생을 수녀로서 묵상과 기도에 전념하는 것으로 보냈으며, 다른 사람들이 자신의 옛 지위인 ‘대공비 마마’라고 부르는 것을 허락하지 않았다. 킨가는 1292년 7월 23일에 선종하였다.

## 시성
1690년 교황 알렉산데르 8세는 킨가를 복녀로 시복하였다. 그리고 1999년 6월 16일 교황 요한 바오로 2세에 의해 성녀로 시성되었다. 킨가는 현재 폴란드와 리투아니아의 수호성인이다.